# Meissa

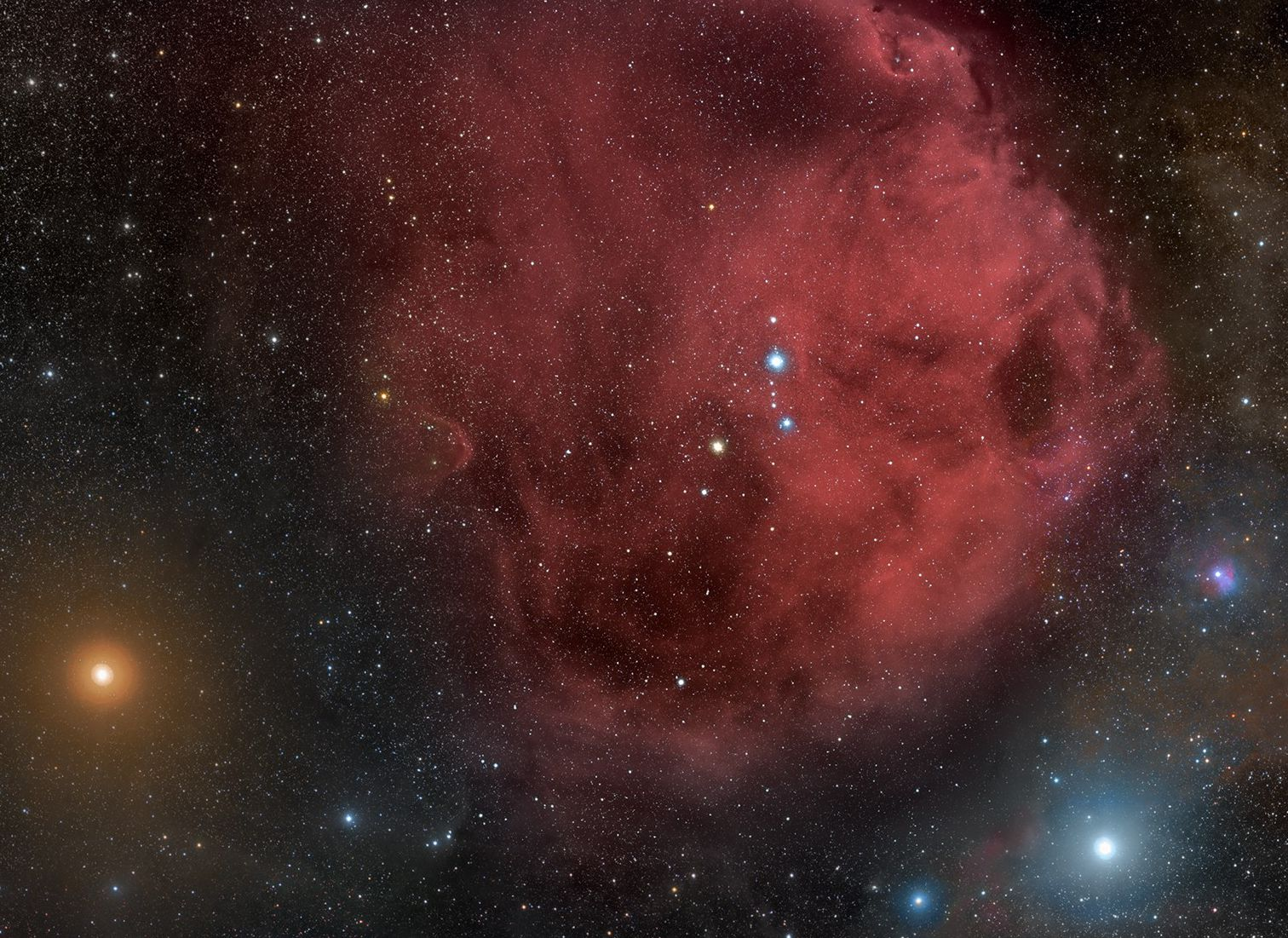
Meissa, gigante azul situada en la parte central del anillo Lambda Orionis de Orión.

Meissa (λ Ori / λ Orionis / 39 Orionis), también conocida como Heka o Raselgeuse, es una estrella de la constelación de Orión, estando situada en la cabeza del cazador. Ambos nombres provienen del árabe, Al-Maisan «la estrella brillante» y Al-Haq’ah «la mancha blanca».
A unos 1100 años luz de distancia, Meissa es una estrella binaria cuyas componentes están separadas 4,4 segundos de arco y pueden resolverse fácilmente con un pequeño telescopio. La estrella más brillante, de magnitud aparente +3,39, es una gigante azul muy caliente cuya temperatura superficial es de 35.000 K. De tipo espectral O8, es una de las pocas estrellas de este tipo visibles a simple vista, junto a Naos (ζ Puppis), Al Niyat (σ Scorpii) o Alnitak (ζ Orionis), esta última también en la constelación de Orión. Incluyendo la radiación emitida en el ultravioleta, su luminosidad es 65.000 veces mayor que la del Sol, y es una de las estrellas más luminosas que se conocen. Su masa también es muy grande, 25 veces mayor que la masa solar, con lo que concluirá su vida explotando como una supernova.
La otra componente, de magnitud 5,61, es una estrella de tipo espectral B0.5V con una temperatura de 27.000 K. Es 5500 veces más luminosa que el Sol.
Meissa forma parte del cúmulo estelar Collinder 69. Está rodeada por el enorme anillo Lambda Orionis, anillo de gas de 150 años luz de diámetro iluminado por la estrella.